# Fornacite
La fornacite est un minéral rare d'hydroxyde d'arséniate de chromate de cuivre et de plomb de formule : Pb2Cu(CrO4)(AsO4)(OH). Elle forme une série avec le minéral phosphaté, la vauquelinite. Ses cristaux sont verts à jaunes, translucides à transparents dans le système cristallin monoclinique - prismatique. Il a une dureté Mohs de 2,3 et une densité de 6,27.
Elle a été décrite pour la première fois en 1915 et nommée en l'honneur de Lucien Louis Fourneau (1867–1930), gouverneur du Congo français. Sa localité type est à Renéville en République du Congo. Elle a été recensée à de nombreux endroits dans le monde.

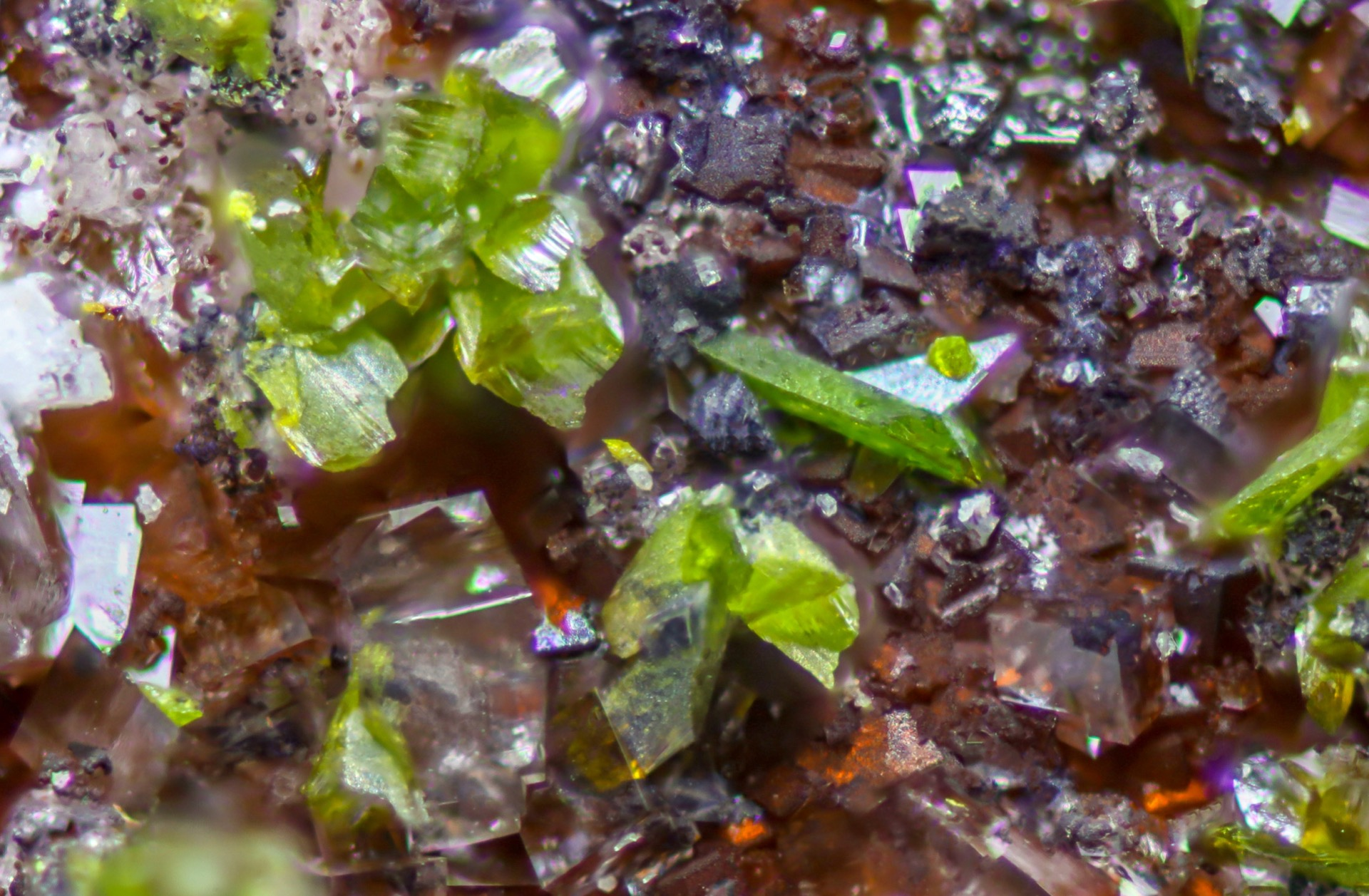
Mines Agrileza, Lavreotiki, en Grèce

Son environnement type se trouve dans les zones oxydées de certains gisements hydrothermaux de métaux communs et en association avec la dioptase, la wulfénite, l'hémiédrite, la phénicochroïte, la duftite, la mimétite, la shattuckite, la chrysocolle, l'hémimorphite, la willémite et la fluorine.  